# Gen4 Energy
Gen4 Energy (wcześniej: Hyperion Power Generation, HPG) – firma amerykańska rozwijająca koncepcyjny modułowy reaktor jądrowy HPM.
Według producentów są w stanie wyprodukować 75 MW energii cieplnej i 27 MW energii elektrycznej, co powinno wystarczyć dla 20 tysięcy gospodarstw domowych. Koszt takiej inwestycji to 25-30 mln dolarów. HPM wykorzystuje całkowicie nowatorską technologię, dla której paliwem jest wodorek uranu.
W 2012 roku firma zmieniła nazwę z Hyperion Power Generation na Gen4 Energy.